# Renata Mieńkowska-Norkiene
Renata Mieńkowska-Norkiene (ur. 31 maja 1980 w Szczuczynie) – polska politolog i socjolog, doktor habilitowany nauk społecznych, adiunkt na Wydziale Nauk Politycznych i Studiów Międzynarodowych Uniwersytetu Warszawskiego. Specjalista w zakresie problematyki integracji europejskiej.

## Życiorys
Urodziła się 31 maja 1980 w Szczuczynie. Była uczennicą I Liceum Ogólnokształcącego im. Tadeusza Kościuszki w Łomży. W 2004 otrzymała nagrodę Best Student Award Procter&Gamble. Ukończyła studia politologiczne i socjologiczne – w Instytucie Stosowanych Nauk Społecznych (2005) oraz Instytucie Nauk Politycznych w ramach Kolegium Międzywydziałowych Indywidualnych Studiów Humanistycznych Uniwersytetu Warszawskiego. Studiowała także na Reńskim Uniwersytecie im. Fryderyka Wilhelma w Bonn, Uniwersytecie Wileńskim czy w Instytucie Nauk Politycznych w Paryżu. 
21 października 2009 uzyskała stopień naukowy doktora nauk humanistycznych w dyscyplinie nauk o polityce na ówczesnym Wydziale Dziennikarstwa i Nauk Politycznych UW na podstawie pracy Koordynacja polityk wspólnotowych na Litwie, Łotwie i w Estonii, której promotorem był Konstanty Wojtaszczyk. 23 maja 2018 rada macierzystego wydziału, noszącego już wówczas nazwę Wydziału Nauk Politycznych i Studiów Międzynarodowych, nadała jej stopień doktora habilitowanego nauk społecznych w dyscyplinie nauk o polityce na podstawie dorobku naukowego oraz rozprawy Koordynacja procesów integracyjnych w Unii Europejskiej.
Należała do kadry naukowo-dydaktycznej Instytutu Nauk Politycznych UW do czasu jego rozwiązania, zaś po przeprowadzonej w 2019 reorganizacji wydziału weszła w skład zespołu Katedry Polityk Unii Europejskiej.
W latach 2011–2014 była stypendystką Ministerstwa Nauki i Szkolnictwa Wyższego w ramach programu dla wybitnych młodych naukowców. Odbyła także staże, m.in. w Komisji Europejskiej w Brukseli, w EURAC w Bolzano oraz Liechtenstein-Institut. W latach 2016–2019 była członkinią zarządu Krajowej Izby Mediatorów Republiki Litewskiej.
Jest autorką licznych publikacji naukowych, częstym gościem i komentatorem radia Tok FM.